# El poder d'un déu
El poder d'un déu (títols originals: Es ist nicht leicht ein Gott zu sein (en alemany), Un dieu rebelle (en francès)) és una pel·lícula, estrenada l'any 1989, dirigida per Peter Fleischmann gràcies a una coproducció germano-franco-soviètica, adaptació d'una novel·la de ciència-ficció dels germans Strougatski, És difícil ser un déu. Ha estat doblada al català. Posteriorment es va rodar És difícil ser un déu, pel·lícula de Alexeï Guerman de 2013 treta de l'obra del mateix nom.

## Argument
En un futur on els terrícoles han aconseguit finalment dominar les seves emocions, un equip d'investigadors és enviat a l'observació d'una civilització humana descoberta en un altre planeta, els costums dels quals, i la seva tecnologia han quedat als estadis més bàrbars. L'un dels observadors acabarà per prendre part contra la regla la més elemental, la de no-ingerència, per lluitar contra el règim de terror dels obscurantistes.

## Llocs de rodatge
Rodada a Isfara, al Tadjikistan, al peu de muntanyes vermelles i negres amagades entre les fronteres xinesa i afganesa.

## Repartiment
- Edward Zentara: Don Rumata de Astar/Alan
- Aleksandre Filippenko: Reba
- Hugues Quester: Suren
- Anne Gautier: Kyra
- Christine Kaufmann: Okana
- Andrei Boltnev: Budach
- Pierre Clémenti: King
- Mikhail Glouzski: Hauk
- Elgudzha Burduli: Baró Pampa
- Birgit Doll: Anka
- Werner Herzog: Mita/Richard
- Regimantas Adomaitis: Wieland
- Werner Hess
- Thomas Schücke: John
- Lev Perfilov: Budach Impersonator
- Aleksandr Boltnev
- Gayle Hunnicutt
- Arnis Līcītis: Don Ripat